# Franz Feist
Franz Feist (* 24. Juni 1864 in Frankfurt am Main; † 21. Oktober 1941 in Bonn) war ein deutscher Chemiker.

## Leben
Nach dem Besuch des Realgymnasiums in seiner Geburtsstadt studierte er von 1882 bis 1886 Chemie an den Universitäten Berlin und Straßburg, wo er auch promoviert wurde. Nach Ableistung seiner Militärdienstpflicht (1886/1887) assistierte er 1887 bis 1889 in Londoner Laboratorien. 1890 habilitierte er sich als Privatdozent am Eidgenössischen Polytechnikum in Zürich. Von 1894 bis 1901 lehrte er als Privatdozent an der Universität Zürich. Ab 1896 war er nebenamtlich Lehrer der Chemie an der Tierarzneischule in Zürich. Im Jahr 1900 ließ er sich, trotz jüdischer Herkunft, taufen.
Am 15. Januar 1901 wechselte er zur Universität Kiel und übernahm als Privatdozent einen Lehrauftrag für chemische Technologie. Am 10. Mai 1902 wurde ihm der Titel Professor verliehen. Am 12. Juli 1913 wurde er Abteilungsvorsteher am Chemischen Institut und Ende des Jahres a.o. Professor. Schließlich wurde er am 20. August 1921 zum ordentlichen Professor für Chemie berufen.
Am 1. Oktober 1929 erfolgte seine Emeritierung. Danach übersiedelte er nach Bonn, wo er auch verstorben ist. Auf seinem Spezialgebiet – der organischen Chemie – publizierte er zahlreiche Abhandlungen in Fachzeitschriften. Er war seit 1906 Mitglied der Deutschen Akademie der Naturforscher Leopoldina, der Gesellschaft Deutscher Naturforscher und Ärzte, der Senckenbergischen Naturforschenden Gesellschaft und des Vereins Deutscher Chemiker. Er war verheiratet mit Frieda Liebermann (1874–1918), danach mit Marie Meyer.
Seine letzte Ruhestätte fand er auf dem Südwestkirchhof Stahnsdorf.

## Werke
- Ueber Lactonsäuren aus Valeraldehyd und Brenzweinsäure. Strassburg 1886. (Diss.)
- Ueber Dehydracetsäure. Zürich 1890. (Habil.schrift)